# Cristești (Mureș)
Cristești (in ungherese Maroskeresztúr, in tedesco Kreuz) è un comune della Romania di 5762 abitanti, ubicato nel distretto di Mureș, nella regione storica della Transilvania. 
Il comune è formato dall'unione di 2 villaggi: Cristești e Vălureni.